# Stary Tomyśl
Stary Tomyśl (pol. hist. Tomyśl) – wieś w Polsce położona w województwie wielkopolskim, w powiecie nowotomyskim, w gminie Nowy Tomyśl.

## Historia

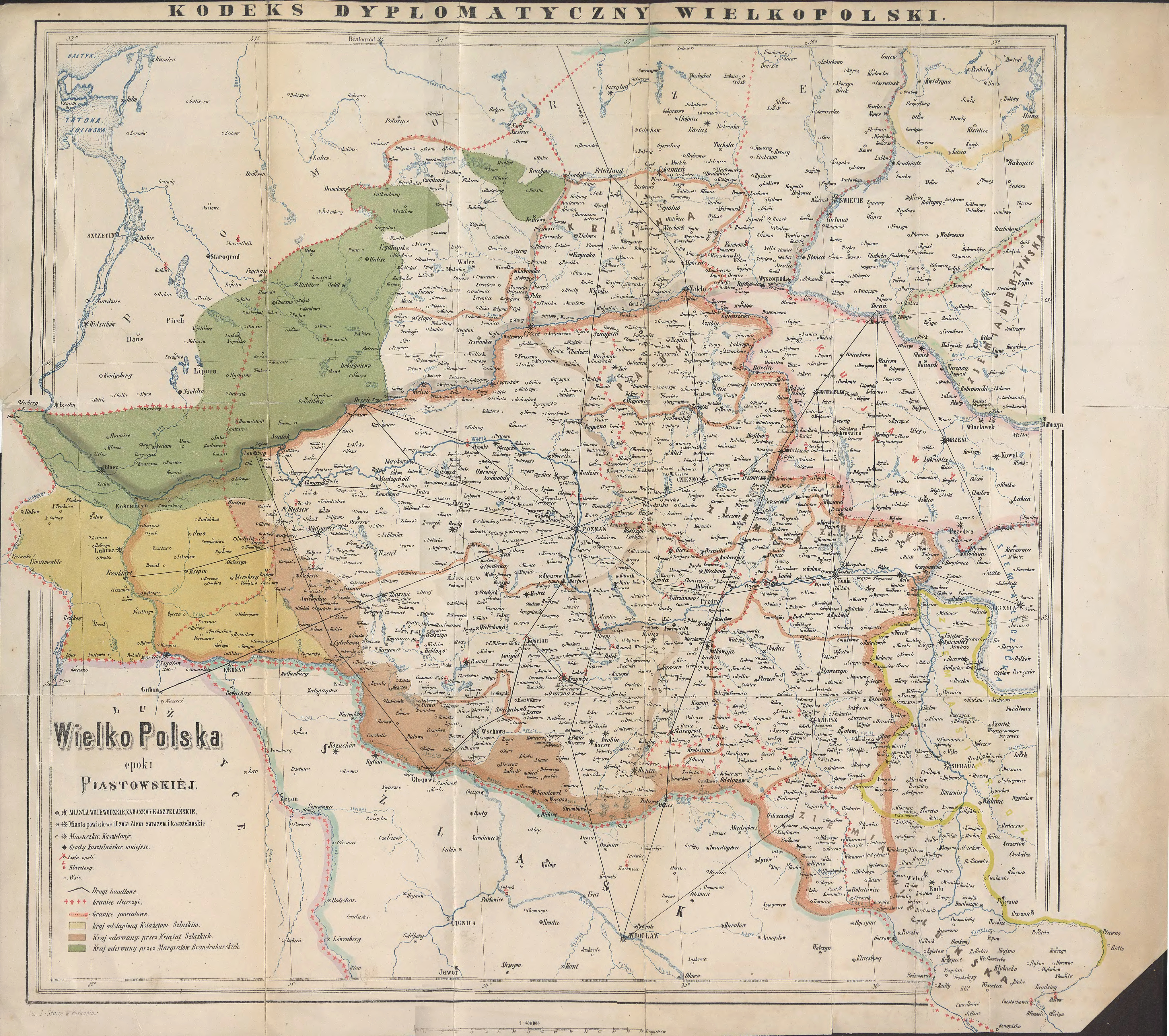
Wieś Tomyśl na historycznej mapie Wielkopolski sporządzonej w 1888 roku według danych zaczerpniętych z Kodeksu dyplomatycznego

Miejscowość pierwotnie była związana z Wielkopolską. Istnieje co najmniej od drugiej połowy XIII wieku i ma średniowieczną metrykę. Dawniej wieś nazywała się Tomyśl. Sąsiednie miasto Nowy Tomyśl założono dopiero w XVIII wieku i od tego momentu dla odróżnienia nazywano wieś Starym Tomyślem. Po raz pierwszy wieś odnotowana została w łacińskim dokumencie z 1296 gdzie zapisano ją pod nazwą "Thomisle", 1394 "Thomiszla", 1406 "Thomisl", 1407 błędnie "Lutomysle", 1407 ponownie błędnie "Luthomiszle", 1412 "Thomysle", 1425 "Tomysl", 1508 "Thomysl".
Okolice miejscowości były zasiedlone jednak już wcześniej niż odnotowały to zachowane zapisy historyczne. W lesie bukowym koło wsi odkryto pozostałość średniowiecznej smolarni oraz fragment naczyń obtaczanych z XII–XIII wieku. Natomiast na zachód od drogi z Nowego Tomyśla do Bolewic i na południe od drogi leśnej znaleziono trzy fragmenty naczyń obtaczanych datowanych na X–XIII wiek.
Początkowo wieś była własnością książęcą, a później szlachecką leżącą w dobrach Trzciel i należącą do wielkopolskiej szlachty z lwowskiej linii rodu Ostrorogów herbu Nałęcz noszących odmiejscowe nazwisko Lwowskich przyjęte od nazwy miasta Lwówek. W 1508 Tomyśl leżał w powiecie poznańskim województwa poznańskiego w Koronie Królestwa Polskiego w parafii Wytomyśl.
Pierwszy zapis dotyczący wsi pochodzi z dokumentu wystawionego w 1296 przez kancelarię księcia wielkopolskiego oraz późniejszego króla Polski, Władysława I Łokietka, który nadał na prawie dziedzicznym sędziemu ziemskiemu poznańskiemu, komesowi Gniewomirowi ze Świebodzina (koło Buku i Tomyśla, lub ze Świebodzina na Śląsku) wieś Tomyśl wraz ze wszystkimi przyległościami, m.in. lasami, barciami, karczmą oraz młynami. Dokument zawarty został w Kodeksie dyplomatycznym Wielkopolski. Gniewomir ze Świebodzina był bliskim współpracownikiem Władysława Łokietka, a wcześniej także księcia wielkopolskiego, późniejszego króla polskiego Przemysła II..
W latach 1394–1407 właścicielką we wsi była Wichna córka Józefa Wezenborga właściciela w Grodzisku i Trzcielu oraz żona kasztelana kaliskiego Świętosława z Szubina. W latach 1394–1398 reprezentowana w sądzie przez męża Świętosława toczyła spór z Fredhelmem synem wojewody poznańskiego Maćka Borkowica o zamek oraz miasto Trzciel wraz z przyległymi wsiami, a w tym m.in. połową Tomyśla. W 1406 już jako wdowa po Świętosławie wraz z synem Borkiem z Grodziska (oraz z Szubina) wygrali proces z Boguszem oraz Bartoszem synami zmarłego Fredhelma Wezenborga o miasto i zamek Trzciel wraz z wsiami, a w tym m.in. z połową Tomyśla. W 1407 Wichna wraz z synem Borkiem zawarli ugodę z Jodokiem Suczką ze Świebodzina dotyczacą połowy Tomyśla, którą Wichna i Borek mieli odtąpić Jodokowi za 105 grzywien.
W latach 1408–1412 właścicielem we wsi był wojewoda poznański Sędziwój z Ostroroga. W 1408 toczył on proces z Mikołajem Baworowskim o połowę Tomyśla. W latach 1410–1412 jego żona Barbara toczyła spór z Synochą żoną Arkembolda z Orla Wielkiego o połowę Tomyśla.
Miejscowość odnotowana została także w źródłach kościelnych. W 1439 Piotr syn Jana z Trzemeszna kleryk diecezji gnieźnieńskiej poprosił papieża Eugeniusza IV o prowizję na kościół w Mieściskach koło Buku, który wakował po rezygnacji Aleksego syna Macieja z Tomyśla. W 1510 opłata zwana meszne płacono z Tomyśla plebanowi w Wytomyślu, wiardunki dziesiętne z 6 łanów oddawano biskupowi poznańskiemu oraz z jednego łana dla plebana. W 1564 wiardunki dziesiętne z 6 łanów w Tomyślu należały do uposażenia biskupa poznańskiego.
W latach 1504–1589 miejscowość należała do Ostrorogów Lwowskich z Lwówka oraz Trzciela. W 1504 Wawrzyniec z Tomyśla poddany Dobrogosta Ostroroga z Lwówka pozwany został o zranienie Jana Łąckiego. W 1510 właścicielami we wsi byli panowie z Lwówka, synowie kasztelana międzyrzeckiego Dobrogosta Lwowskiego, bracia Jerzy, Stanisław, Mikołaj i Marcin. Jako właściciele wsi odnotowani zostali także w 1514. W latach 1538–1571 Tomyśl został wymieniany w dpoziałach dóbr Lwówek i Trzciel należących wówczas do Ostrorogów. W latach 1577–1589 właścicielem wsi był syn kasztelana santockiego Wojciecha Lwowskiego, kasztelan kamieński Marcin Ostroróg z Lwówka zwany też Lwowskim. W latach 1577–1580 odnotowany był jako płatnik poboru podatkowego z Tomyśla. W 1580 Marcin Lwowski wprowadzony został w posiadanie miasta Trzciel wraz z wsiami, w tym m.in. Tomyślem, które to dobra kupił od Anny Sieniawskiej z domu Lwowskiej, wdowy po Prokopie Sieniawskim oraz jej synów Prokopa i Marcina. W 1589 Marcin wziął w dzierżawę od kasztelana rogozińskiego Jana Opalińskiego m.in. Tomyśl, którą to wieś najpierw kupił od Anny Sieniawskiej, a potem sprzedał z zastrzeżeniem prawa wykupu Opalińskiemu.
Miejscowość odnotowały także historyczne rejestry podatkowe dzięki, którym znamy stosunki własnościowe we wsi. W 1508 miał miejsce pobór we wsi od 7 łanów, oraz 6 groszy od dwóch karczm. W 1509 pobrano podatki od 7 łanów, jednego łana sołeckiego oraz trzy grosze od karczmy. W 1510 Tomyśl nie zapłacił poboru podatkowego ponieważ według panów z Lwówka grad zniszczył zboża. W 1510 we wsi było 7 łanów, 12 zagrodników, dwie karczmy, w których warzyło się piwo. W 1563 miał miejsce pobór od 7 łanów, jednego łana sołtysiego oraz dwóch karczm dorocznych. W 1577 pobór podatkowy ze wsi zapłacił Marcin Lwowski. W 1580 pobór zapłacił Marcin Lwowski od 10 półłanków, 12 zagrodników, 6 komorników po dwa grosze, dwóch komorników po 8 groszt, 3 kołodziejów, od karczmy stojącej na 1/4 łana oraz od niewielkiej roli karczmarskiej 6 groszy oraz od dwóch karczmarzy.

### Zabory Polski
Wskutek II rozbioru Polski w 1793, miejscowość przeszła pod władanie Prus i jak cała Wielkopolska znalazła się w zaborze pruskim. Po zaborach w okresie Wielkiego Księstwa Poznańskiego (1815–1848) miejscowość wzmiankowana jako Tomyśl stary należała do wsi większych w ówczesnym powiecie bukowskim, który dzielił się na cztery okręgi (bukowski, grodziski, lutomyślski oraz lwowkowski). Tomyśl stary należał do okręgu lutomyślskiego i stanowił siedzibę rozległego majątku o tej samej nazwie, którego właścicielem był wówczas Hangsdorf. W skład majątku Tomyśl stary wchodziło łącznie 13 wsi. Według spisu urzędowego z 1837 roku Tomyśl stary liczył 519 mieszkańców i 50 dymów (domostw).
W XIX-wiecznym Słowniku geograficznym Królestwa Polskiego miejscowość wymieniona jest jako dwór oraz wieś leżąca w powiecie bukowskim. Dzieliła się na część wiejską oraz dwór. Według słownika pod koniec XIX wieku część wiejska liczyła 60 domów, w których mieszkało 424 mieszkańców w tym 220 wyznania katolickiego oraz 204 protestantów. Liczyła 369 hektarów powierzchni w tym 286 użytków rolnych, 40 łąk oraz 10 lasu. Dwór z obszarem dworskim na Witomyślu miał 25 domów oraz 268 mieszkańców. W miejscowości znajdowała się szkoła, poczta, a także browar, gorzelnia, stacja hodowli koni, uprawa chmielu.

### Okres powojenny
W latach 1975–1998 miejscowość administracyjnie należała do województwa poznańskiego.

## Park i pałac
Na uwagę w tej oddalonej od Nowego Tomyśla o 3 km miejscowości zasługuje zabytkowy park krajobrazowy o powierzchni ponad 7 ha z wieloma ponad 200-letnimi drzewami. W parku znajduje się pałac z 1916 roku (dawna siedziba Zespołu Szkół im. Stanisława Mikołajczyka i obecna siedziba Nauczycielskiego Kolegium Języków Obcych), dwór barokowy zbudowany w 2 połowie XVIII wieku oraz zabudowania folwarczne z przełomu XIX i XX wieku wpisane do rejestru zabytków.